# Richard A. Licht
Richard A. Licht (* 25. März 1948 in Providence, Rhode Island) ist ein US-amerikanischer Politiker. Zwischen 1985 und 1989 war er Vizegouverneur des Bundesstaates Rhode Island.

## Werdegang
Richard Licht ist ein Neffe von Frank Licht (1916–1987), der zwischen 1969 und 1973 Gouverneur von Rhode Island war. Er studierte bis 1968 an der Harvard University. Nach einem anschließenden Jurastudium an derselben Universität sowie an der Boston University und seiner 1972 erfolgten Zulassung als Rechtsanwalt begann er in diesem Beruf zu arbeiten. Gleichzeitig schlug er als Mitglied der Demokratischen Partei eine politische Laufbahn ein. Zwischen 1975 und 1984 saß er im Senat von Rhode Island.
1984 wurde Licht an der Seite von Edward D. DiPrete zum Vizegouverneur von Rhode Island gewählt. Dieses Amt bekleidete er zwischen 1985 und 1989. Dabei war er Stellvertreter des Gouverneurs und Vorsitzender des Staatssenats. 1988 kandidierte er erfolglos für den US-Senat. In den Jahren 1996, 2004 und 2008 nahm er als Delegierter an den jeweiligen Democratic National Conventions teil. In allen Präsidentschaftswahlkämpfen der letzten Jahrzehnte unterstützte er jeweils den demokratischen Kandidaten. Seit 2003 ist Richard Licht Vorsitzender des American Israel Public Affairs Committee für Rhode Island. Er ist auch Mitglied mehrerer anderer Organisationen und Vereinigungen.